# Deus ex Machina (альбом)
Deus ex Machina (рус. Бог из машины) — дебютный студийный альбом норвежской певицы Лив Кристин, выпущенный 2 марта 1998. В этом альбоме Лив Кристин написала тексты всего ко двум песням: «Deus Ex Machina» и «In the Heart of Juliet». Песня «3 am» исполняется в дуэте с Ником Холмсом, вокалистом Paradise Lost.
В 2007 году альбом был переиздан на лейбле Candlelight Records.

## Список композиций
Вся музыка написана Gunther Illi.
| №   | Название                          | Текст песни        | Длительность |
| --- | --------------------------------- | ------------------ | ------------ |
| 1.  | «Requiem»                         | (инструментальная) | 0:54         |
| 2.  | «Deus Ex Machina»                 | Лив Кристин        | 9:34         |
| 3.  | «In the Heart of Juliet»          | Лив Кристин        | 4:52         |
| 4.  | «3 am»                            | Brendel            | 5:02         |
| 5.  | «Waves of Green»                  | Hertler            | 5:55         |
| 6.  | «Take Good Care»                  | Brendel            | 3:59         |
| 7.  | «Huldra»                          | Illi               | 2:58         |
| 8.  | «Portrait: Ei Tulle Med Øyne Blå» | Illi               | 3:59         |
| 9.  | «Good Vibes, Bad Vibes»           | Brendel            | 3:38         |
| 10. | «Outro»                           | (инструментальная) | 0:59         |

## Участники записи

### Исполнители
- Лив Кристин — вокал
- Gunther Illi — акустическая и электрогитара, бас-гитара, синтезатор, пианино, синтезированный бас, ударные, перкуссия, программирование ударных
- Ник Холмс — мужской вокал в треке № 4
- Stefan Muller-Ruppert — оперный вокал в треке № 2

### Продакшн
- Продюсирование — Gunther Illi
- Запись и инженерия — Gunther Illi, Andy Horn, Gunter Eckert
- Микширование — Dierk Budde & Gunther Illi
- Мастеринг — Александр Крулль